# Fritz Steinmetz-Noris
Fritz Steinmetz-Noris (auch Johann Friedrich, * 31. Oktober 1860 in Nürnberg; † 27. Oktober 1923 in München) war ein deutscher Maler.

## Leben
Steinmetz war der Sohn eines Damenkleidermachers. Er studierte zunächst bei Karl Jäger, August von Kreling und Karl Raupp an der Nürnberger Kunstschule und seit dem 12. Oktober 1877 in der Naturklassen bei Ludwig von Löfftz sowie Max und Wilhelm Lindenschmit an der Königlichen Akademie der Bildenden Künste München. Sehr bekannt wurde er durch seine dekorativen Arbeiten im Schloss Neuschwanstein. Er fertigte auch Porträts und Kopien nach Familienbildnissen.
Fritz Steinmetz-Noris starb im Alter von 62 Jahren.

## Grabstätte
Die Grabstätte von Fritz Steinmetz-Noris befindet sich auf dem Münchner Waldfriedhof (Grabnr. 41-3-16).

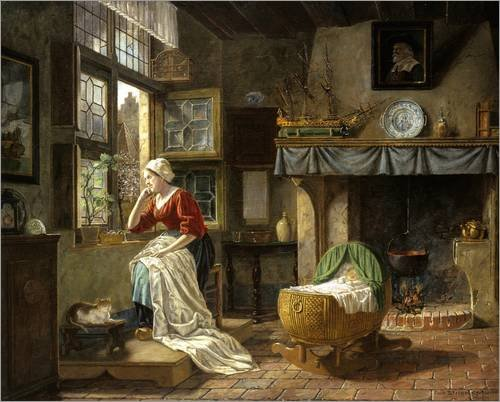
Mutterglück

## Werke
Auswahl einiger Werke
- 1882: Morgengruß
- 1883: Stiller Teilnehmen
- 1885: Der Letzte seines Stammes
- 1888: Die neuste Mode, Der Kritiker
- 1889: Der Witwe Trost (Trost im Unglück), Der willkommene Freund
- 1993: Piqueure nach der Jagd
- Erinnerung an den 9. März 1888